# Australian Open de 2024
O Australian Open de 2024 foi um torneio de tênis disputado nas quadras duras do Melbourne Park, em Melbourne, na Austrália, entre 14 e 28 de janeiro. Corresponde à 56ª edição da "Era Aberta" e à 112.ª de todos os tempos.
Um novo campeão foi coroado: Jannik Sinner derrotou, de virada, Daniil Medvedev na final por três sets a dois, e se tornou o primeiro jogador italiano a levar o troféu do Grand Slam desde 1976, quando Adriano Panatta obteve êxito no Torneio de Roland Garros.
A dupla mista formada por Hsieh Su-wei e Jan Zieliński também debutou em sua modalidade, após um jogo decidivo de três sets muito apertados.
Hsieh completou a dobradinha em duplas femininas - combinação que não acontecia desde 2000, com Rennae Stubbs –, acompanhada da belga Elise Mertens, que foi levada sozinha ao número 1 da próxima semana. A taiwanesa conquistou três dos últimos quatro Slam da categoria.
Outro feito aconteceu em duplas masculinas, com Rohan Bopanna e Matthew Ebden, cuja vitória também rendeu a liderança de ambos no seu ranking. Aos 43 anos, o indiano Bopanna se tornou o tenista mais velho a ser campeão desse tipo de torneio. Foi o seu primeiro.
Cenário mais seguro se deu entre as mulheres simplistas: sem perder sets durante a campanha, Aryna Sabalenka defendeu o título derrotando Zheng Qinwen em parciais diretas. Ela repete a história da década passada no Australian Open, quando uma bielorrussa venceu duas vezes seguidas (Victoria Azarenka, em 2012 e 2013), sendo a segunda sobre uma jogadora chinesa.

## Programação
A 112ª edição apresentou algumas novidades no planejamento dos jogos:
- As chaves principais de simples iniciam no domingo (esta é a primeira vez que isso acontece; antes, iniciava segunda-feira);
- As partidas de primeira fase acontecem durante três dias (eram dois antes);
- As sessões diurnas nas duas quadras principais (Rod Laver e Margaret Court Arena) passam a contar com no máximo dois jogos em vez de três, para evitar que a programação completa avance às primeiras horas do dia seguinte, como no jogo entre Andy Murray e Thanasi Kokkinakis em 2023, que terminou às 4h05min do horário local. Na Rod Laver Arena, o esquema não muda.

## Aumento de chaves
A edição anunciou a expansão das chaves de tetraplégicos: de 8 para 16 jogadores em simples e 4 para 8 em duplas. Depois do US Open de 2023, é o segundo evento do Grand Slam a fazer esse exato movimento.

## Transmissão
Esta é a lista de países e canais designados a transmitir o torneio durante a edição em questão:
Países lusófonos

| País(es)                                                                                 | Canal(is)  |
| ---------------------------------------------------------------------------------------- | ---------- |
| Angola · Cabo Verde · Guiné Equatorial · Guiné-Bissau · Moçambique · São Tomé e Príncipe | SuperSport |
| Brasil                                                                                   | ESPN Star+ |
| Macau                                                                                    | TDM        |
| Portugal                                                                                 | Eurosport  |

Resto do mundo
| País(es) | Canal(is)                                       |
| Países avulsos |                                                 |
| África | África                                          |
| --- | ----------------------------------------------- |
| Chade | beIN Sports SuperSport                          |
| Américas |                                                 |
| Canadá | RDS [en] TSN                                    |
| Martinica | ESPN International                              |
| Ásia |                                                 |
| China | CCTV-5 Guangdong TV [en] iQIYI Shanghai TV [en] |
| Israel | Eurosport                                       |
| Japão | WOWOW                                           |
| Taiwan | Sportcast                                       |
| Vietname | K+ [vi]                                         |
| Europa |                                                 |
| Áustria | Eurosport ServusTV [en]                         |
| Suíça | Eurosport SRG SSR                               |
| Oceania |                                                 |
| Austrália | Nine Network Stan Sport                         |
| Guam | ESPN                                            |
| Marianas Setentrionais | ESPN Tennis Channel                             |
| Nova Zelândia | Sky [en]                                        |
| Samoa Americana | ESPN Digicel Tennis Channel                     |
| Regiões |                                                 |
| América Central América do Sul Caribe | ESPN                                            |
| Europa | Eurosport                                       |
| Norte da África Oriente Médio | beIN Sports                                     |
| Agrupamentos |                                                 |
| África |                                                 |
| África do Sul · Benim · Botswana · Burquina Fasso · Burundi · Camarões · Comores · Congo · Costa do Marfim · Eritreia · Eswatini · Etiópia · Gabão · Gâmbia · Gana · Guiné · Lesoto · Libéria · Madagascar · Malawi · Mali · Mayotte · Maurícia · Namíbia · Níger · Nigéria · Quénia · República Centro-Africana · República Democrática do Congo · Reunião (departamento) · Ruanda · Santa Helena (território) · Senegal · Serra Leoa · Seicheles · Socotorá · Tanzânia · Togo · Uganda · Zâmbia · Zanzibar · Zimbabwe | SuperSport                                      |
| Djibouti · Jordânia · Mauritânia · Somália · Sudão · Sudão do Sul | beIN Sports                                     |
| Américas |                                                 |
| Estados Unidos · Porto Rico · U.S. Ilhas Virgens | ESPN Tennis Channel                             |
| Ásia |                                                 |
| Afeganistão · Bangladesh · Butão · Índia · Maldivas · Nepal · Paquistão · Sri Lanka | Sony Sports [en]                                |
| Azerbaijão · Cazaquistão · Quirguistão · Tajiquistão · Turquemenistão · Uzbequistão | Eurosport                                       |
| Brunei · Camboja · Filipinas · Hong Kong · Indonésia · Laos · Malásia · Singapura · Tailândia | beIN Sports                                     |
| Coreia do Norte · Coreia do Sul | CJ Media                                        |
| Oceania |                                                 |
| Fiji · Ilhas Cook · Ilhas Marshall · Ilhas Salomão · Kiribati · Micronésia · Nauru · Niue · Papua-Nova Guiné · Polinésia Francesa · Samoa · Tonga · Tuvalu · Vanuatu · Wallis e Futuna | Digicel                                         |

## Pontuação e premiação

### Distribuição de pontos
ATP e WTA informam suas pontuações em Grand Slam, distintas entre si, em simples e em duplas. A ITF responde exclusivamente pelos juvenis e cadeirantes.
Considerado torneio amistoso, o de duplas mistas não gera pontos.
No juvenil, os simplistas jogam duas fases de qualificatório, mas só os que passam à chave principal pontuam. Em duplas, a pontuação é por jogador. A partir da fase com 16, os competidores recebem pontos adicionais de bônus (os valores da tabela já somam as duas pontuações).

#### Profissional
A pontuação nos eventos do Grand Slam continua sendo a mesma para todos os campeões: 2000. Em fases anteriores, surgem as diferenças. A WTA e a ATP, em duplas, mantiveram os números de 2023. No entanto, a modalidade simples masculino aumentou os pontos, do finalista aos vencedores do qualifying. A medida acabou com a similaridade de escores em cinco fases (final até a R32) em simples e duplas.
| Evento            | V    | F    | SF  | QF  | R16 | R32 | R64 | R128 | Q  | Q3 | Q2 | Q1 |
| Simples masculino | 2000 | 1300 | 800 | 400 | 200 | 100 | 50  | 10   | 30 | 16 | 8  | 0  |
| Duplas masculinas | 2000 | 1200 | 720 | 360 | 180 | 90  | 0   | —    | —  | —  | —  | —  |
| Simples feminino  | 2000 | 1300 | 780 | 430 | 240 | 130 | 70  | 10   | 40 | 30 | 20 | 2  |
| Duplas femininas  | 2000 | 1300 | 780 | 430 | 240 | 130 | 10  | —    | —  | —  | —  | —  |

| Evento            | V    | F   | SF  | QF  | R16 | R32 | R64 | Q  | Q2 | Q1 |
| Simples Masculino | 1000 | 700 | 490 | 300 | 180 | 90  | 30* | 20 | 0  | 0  |
| Simples Feminino  | 1000 | 700 | 490 | 300 | 180 | 90  | 30* | 20 | 0  | 0  |
| Duplas Masculinas | 750  | 525 | 367 | 225 | 135 | 0   | —   | —  | —  | —  |
| Duplas Femininas  | 750  | 525 | 367 | 225 | 135 | 0   | —   | —  | —  | —  |

| Evento               | V   | F   | SF/3º lugar | QF/4º lugar | R16 |
| Simples              | 800 | 500 | 375         | 200         | 100 |
| Simples tetraplégico | 800 | 500 | 375         | 100         | —   |
| Duplas               | 800 | 500 | 375         | 100         | —   |
| Duplas tetraplégicas | 800 | 100 | —           | —           | —   |

### Premiação
A premiação geral aumentou 13% em relação a 2023. Os títulos de simples tiveram um acréscimo de A$ 175.000 cada.
Juvenis não são pagos. Outras disputas, como a de cadeirantes, não tiveram os valores detalhados; estão inclusos em "Outros eventos".
| Evento        | V            | F            | SF         | QF         | Últimos 16 | Últimos 32 | Últimos 64 | Últimos 128 | Q3        | Q2        | Q1        |
| Contemplados  | 1            | 1            | 2          | 4          | 8          | 16         | 32         | 64          | 16        | 32        | 64        |
| Simples (2)   | A$ 3.150.000 | A$ 1.725.000 | A$ 990.000 | A$ 600.000 | A$ 375.000 | A$ 255.000 | A$ 180.000 | A$ 120.000  | A$ 65.000 | A$ 44.100 | A$ 31.250 |
| Duplas (2)    | A$ 730.000   | A$ 400.000   | A$ 227.500 | A$ 128.000 | A$ 75.000  | A$ 53.000  | A$ 36.000  | —           | —         | —         | —         |
| Duplas mistas | A$ 165.000   | A$ 94.000    | A$ 50.000  | A$ 26.500  | A$ 13.275  | A$ 6.900   | —          | —           | —         | —         | —         |

Total dos eventos acima: A$ 78.528.000
Outros eventos + per diem (estimado): A$ 7.972.000
Total da premiação: A$ 86.500.000

## Cabeças de chave
Cabeças baseados(as) nos rankings de 8 de janeiro de 2024. Dados de Ranking e pontos anteriores são de 15 de janeiro de 2024.
Em verde, o(s) cabeça(s) de chave campeão(ões). Em vermelho, o(s) vice-campeão(ões).

### Simples

#### Masculino
| Cabeça | Ranking | Jogador                     | Pontos anteriores | Pontos a defender | Pontos conquistados | Nova pontuação | Eliminado na | Eliminado por         |
| ------ | ------- | --------------------------- | ----------------- | ----------------- | ------------------- | -------------- | ------------ | --------------------- |
| 1      | 1       | Novak Djokovic              | 11.055            | 2.000             | 800                 | 9.855          | SF           | Jannik Sinner [4]     |
| 2      | 2       | Carlos Alcaraz              | 8.855             | 0                 | 400                 | 9.255          | QF           | Alexander Zverev [6]  |
| 3      | 3       | Daniil Medvedev             | 7.555             | 90                | 1.300               | 8.765          | F            | Jannik Sinner [4]     |
| 4      | 4       | Jannik Sinner               | 6.490             | 180               | 2.000               | 8.310          | Campeão      | –                     |
| 5      | 5       | Andrey Rublev               | 5.010             | 360               | 400                 | 5.050          | QF           | Jannik Sinner [4]     |
| 6      | 6       | Alexander Zverev            | 4.275             | 45                | 800                 | 5.030          | SF           | Daniil Medvedev [3]   |
| 7      | 7       | Stefanos Tsitsipas          | 4.025             | 1.200             | 200                 | 3.025          | 4ª fase      | Taylor Fritz [12]     |
| 8      | 8       | Holger Rune                 | 3.815             | 180               | 50                  | 3.685          | 2ª fase      | Arthur Cazaux [WC]    |
| 9      | 9       | Hubert Hurkacz              | 3.320             | 180               | 400                 | 3.540          | QF           | Daniil Medvedev [3]   |
| 10     | 10      | Alex de Minaur              | 2.950             | 180               | 200                 | 2.970          | 4ª fase      | Andrey Rublev [5]     |
| 11     | 11      | Casper Ruud                 | 2.910             | 45                | 100                 | 2.965          | 3ª fase      | Cameron Norrie [19]   |
| 12     | 12      | Taylor Fritz                | 2.840             | 45                | 400                 | 3.195          | QF           | Novak Djokovic [1]    |
| 13     | 13      | Grigor Dimitrov             | 2.775             | 90                | 100                 | 2.785          | 3ª fase      | Nuno Borges           |
| 14     | 14      | Tommy Paul                  | 2.670             | 720               | 100                 | 2.050          | 3ª fase      | Miomir Kecmanović     |
| 15     | 15      | Karen Khachanov             | 2.430             | 720               | 200                 | 1.910          | 4ª fase      | Jannik Sinner [4]     |
| 16     | 16      | Ben Shelton                 | 2.225             | 360               | 100                 | 1.965          | 3ª fase      | Adrian Mannarino [20] |
| 17     | 17      | Frances Tiafoe              | 2.100             | 90                | 50                  | 2.060          | 2ª fase      | Tomáš Macháč          |
| 18     | 18      | Nicolás Jarry               | 1.870             | 70                | 10                  | 1.810          | 1ª fase      | Flavio Cobolli [Q]    |
| 19     | 22      | Cameron Norrie              | 1.710             | 90                | 200                 | 1.820          | 4ª fase      | Alexander Zverev [6]  |
| 20     | 19      | Adrian Mannarino            | 1.765             | 45                | 200                 | 1.920          | 4ª fase      | Novak Djokovic [1]    |
| 21     | 20      | Ugo Humbert                 | 1.765             | 90                | 100                 | 1.775          | 3ª fase      | Hubert Hurkacz [9]    |
| 22     | 21      | Francisco Cerúndolo         | 1.760             | 90                | 50                  | 1.720          | 2ª fase      | Fábián Marozsán       |
| 23     | 24      | Alejandro Davidovich Fokina | 1.530             | 45                | 50                  | 1.535          | 2ª fase      | Nuno Borges           |
| 24     | 25      | Jan-Lennard Struff          | 1.511             | 35                | 50                  | 1.526          | 2ª fase      | Miomir Kecmanović     |
| 25     | 28      | Lorenzo Musetti             | 1.440             | 10                | 50                  | 1.480          | 2ª fase      | Luca Van Assche       |
| 26     | 29      | Sebastián Báez              | 1.435             | 10                | 100                 | 1.525          | 3ª fase      | Jannik Sinner [4]     |
| 27     | 30      | Félix Auger-Aliassime       | 1.425             | 180               | 100                 | 1.345          | 3ª fase      | Daniil Medvedev [3]   |
| 28     | 31      | Tallon Griekspoor           | 1.410             | 90                | 100                 | 1.420          | 3ª fase      | Arthur Cazaux [WC]    |
| 29     | 26      | Sebastian Korda             | 1.480             | 360               | 100                 | 1.220          | 3ª fase      | Andrey Rublev [5]     |
| 30     | 32      | Tomás Martín Etcheverry     | 1.375             | 45                | 100                 | 1.430          | 3ª fase      | Novak Djokovic [1]    |
| 31     | 27      | Alexander Bublik            | 1.459             | 10                | 10                  | 1.459          | 1ª fase      | Sumit Nagal [Q]       |
| 32     | 23      | Jiří Lehečka                | 1.555             | 360               | 50                  | 1.245          | 2ª fase      | Alex Michelsen        |

#### Feminino
| Cabeça | Ranking | Jogadora              | Pontos anteriores | Pontos a defender | Pontos conquistados | Nova pontuação | Eliminada na | Eliminada por            |
| ------ | ------- | --------------------- | ----------------- | ----------------- | ------------------- | -------------- | ------------ | ------------------------ |
| 1      | 1       | Iga Świątek           | 9.880             | 240               | 130                 | 9.770          | 3ª fase      | Linda Nosková            |
| 2      | 2       | Aryna Sabalenka       | 8.905             | 2.000             | 2.000               | 8.905          | Campeã       | –                        |
| 3      | 3       | Elena Rybakina        | 6.918             | 1.300             | 70                  | 5.688          | 2ª fase      | Anna Blinkova            |
| 4      | 4       | Coco Gauff            | 6.660             | 240               | 780                 | 7.200          | SF           | Aryna Sabalenka [2]      |
| 5      | 5       | Jessica Pegula        | 6.065             | 430               | 70                  | 5.705          | 2ª fase      | Clara Burel              |
| 6      | 6       | Ons Jabeur            | 4.076             | 70                | 70                  | 4.076          | 2ª fase      | Mirra Andreeva           |
| 7      | 7       | Markéta Vondroušová   | 3.966             | 130               | 10                  | 3.846          | 1ª fase      | Dayana Yastremska [Q]    |
| 8      | 8       | Maria Sakkari         | 3.770             | 130               | 70                  | 3.710          | 2ª fase      | Elina Avanesyan          |
| 9      | 11      | Barbora Krejčíková    | 2.891             | 240               | 430                 | 3.081          | QF           | Aryna Sabalenka [2]      |
| 10     | 12      | Beatriz Haddad Maia   | 2.830             | 10                | 130                 | 2.950          | 3ª fase      | Maria Timofeeva [Q]      |
| 11     | 10      | Jeļena Ostapenko      | 3.328             | 430               | 130                 | 3.028          | 3ª fase      | Victoria Azarenka [18]   |
| 12     | 15      | Zheng Qinwen          | 2.720             | 70                | 1.300               | 3.950          | F            | Aryna Sabalenka [2]      |
| 13     | 14      | Liudmila Samsonova    | 2.760             | 70                | 10                  | 2.700          | 1ª fase      | Amanda Anisimova [PR]    |
| 14     | 13      | Daria Kasatkina       | 2.778             | 10                | 70                  | 2.838          | 2ª fase      | Sloane Stephens          |
| 15     | 17      | Veronika Kudermetova  | 2.555             | 70                | 10                  | 2.495          | 1ª fase      | Viktorija Golubic        |
| 16     | 19      | Caroline Garcia       | 2.330             | 240               | 70                  | 2.160          | 2ª fase      | Magdalena Fręch          |
| 17     | 20      | Ekaterina Alexandrova | 2.215             | 130               | 10                  | 2.095          | 1ª fase      | Laura Siegemund          |
| 18     | 22      | Victoria Azarenka     | 2.011             | 780               | 240                 | 1.471          | 4ª fase      | Dayana Yastremska [Q]    |
| 19     | 23      | Elina Svitolina       | 1.972             | 0                 | 240                 | 2.212          | 4ª fase, ab. | Linda Nosková            |
| 20     | 24      | Magda Linette         | 1.896             | 780               | 10                  | 1.126          | 1ª fase, ab. | Caroline Wozniacki [WC]  |
| 21     | 25      | Donna Vekić           | 1.865             | 430               | 10                  | 1.445          | 1ª fase      | Anastasia Pavlyuchenkova |
| 22     | 27      | Sorana Cîrstea        | 1.722             | 10                | 10                  | 1.722          | 1ª fase      | Wang Yafan               |
| 23     | 29      | Anastasia Potapova    | 1.694             | 70                | 10                  | 1.634          | 1ª fase      | Kaja Juvan               |
| 24     | 30      | Anhelina Kalinina     | 1.600             | 130               | 10                  | 1.480          | 1ª fase      | Arantxa Rus              |
| 25     | 28      | Elise Mertens         | 1.713             | 130               | 70                  | 1.653          | 2ª fase      | Marta Kostyuk            |
| 26     | 31      | Jasmine Paolini       | 1.530             | 10                | 240                 | 1.760          | 4ª fase      | Anna Kalinskaya          |
| 27     | 26      | Emma Navarro          | 1.730             | (57)†             | 130                 | 1.803          | 3ª fase      | Dayana Yastremska [Q]    |
| 28     | 33      | Lesia Tsurenko        | 1.452             | 40                | 130                 | 1.542          | 3ª fase      | Aryna Sabalenka [2]      |
| 29     | 32      | Zhu Lin               | 1.464             | 240               | 10                  | 1.234          | 1ª fase      | Océane Dodin             |
| 30     | 36      | Wang Xinyu            | 1.353             | 70                | 10                  | 1.293          | 1ª fase      | Diane Parry              |
| 31     | 34      | Marie Bouzková        | 1.382             | 10                | 10                  | 1.382          | 1ª fase      | Linda Nosková            |
| 32     | 35      | Leylah Fernandez      | 1.355             | 70                | 70                  | 1.355          | 2ª fase      | Alycia Parks             |

† A jogadora não disputou a chave principal em 2023. No lugar, os pontos deduzidos serão de seu 18º melhor resultado.

##### Desistências
| Ranking | Jogadora         | Pontos anteriores | Pontos a defender | Nova pontuação | Motivo                 |
| ------- | ---------------- | ----------------- | ----------------- | -------------- | ---------------------- |
| 9       | Karolína Muchová | 3.590             | 70                | 3.520          | Lesão no punho direito |
| 16      | Madison Keys     | 2.608             | 130               | 2.478          | Lesão no ombro direito |
| 18      | Petra Kvitová    | 2.535             | 70                | 2.465          | Gravidez               |
| 21      | Belinda Bencic   | 2.077             | 240               | 1.837          | Gravidez               |

### Duplas
| Cabeça | Ranking | Equipe            | Equipe                 |
| ------ | ------- | ----------------- | ---------------------- |
| 1      | 3       | Ivan Dodig        | Austin Krajicek        |
| 2      | 7       | Rohan Bopanna     | Matthew Ebden          |
| 3      | 13      | Rajeev Ram        | Joe Salisbury          |
| 4      | 15      | Marcel Granollers | Horacio Zeballos       |
| 5      | 20      | Santiago González | Neal Skupski           |
| 6      | 26      | Máximo González   | Andrés Molteni         |
| 7      | 37      | Hugo Nys          | Jan Zieliński          |
| 8      | 39      | Kevin Krawietz    | Tim Pütz               |
| 9      | 41      | Jamie Murray      | Michael Venus          |
| 10     | 45      | Marcelo Arévalo   | Mate Pavić             |
| 11     | 47      | Lloyd Glasspool   | Jean-Julien Rojer      |
| 12     | 48      | Nathaniel Lammons | Jackson Withrow        |
| 13     | 49      | Nicolas Mahut     | Édouard Roger-Vasselin |
| 14     | 51      | Wesley Koolhof    | Nikola Mektić          |
| 15     | 52      | Sander Gillé      | Joran Vliegen          |
| 16     | 55      | Rinky Hijikata    | Jason Kubler           |

| Cabeça | Ranking | Equipe                   | Equipe              |
| ------ | ------- | ------------------------ | ------------------- |
| 1      | 6       | Coco Gauff               | Jessica Pegula      |
| 2      | 8       | Hsieh Su-wei             | Elise Mertens       |
| 3      | 14      | Storm Hunter             | Kateřina Siniaková  |
| 4      | 16      | Gabriela Dabrowski       | Erin Routliffe      |
| 5      | 17      | Barbora Krejčíková       | Laura Siegemund     |
| 6      | 30      | Desirae Krawczyk         | Ena Shibahara       |
| 7      | 32      | Nicole Melichar-Martinez | Ellen Perez         |
| 8      | 35      | Beatriz Haddad Maia      | Taylor Townsend     |
| 9      | 37      | Demi Schuurs             | Luisa Stefani       |
| 10     | 44      | Chan Hao-ching           | Giuliana Olmos      |
| 11     | 54      | Lyudmyla Kichenok        | Jeļena Ostapenko    |
| 12     | 56      | Marie Bouzková           | Sara Sorribes Tormo |
| 13     | 56      | Miyu Kato                | Aldila Sutjiadi     |
| 14     | 79      | Bethanie Mattek-Sands    | Wang Xinyu          |
| 15     | 89      | Ingrid Martins           | Monica Niculescu    |
| 16     | 98      | Eri Hozumi               | Makoto Ninomiya     |

#### Mistas
| Cabeça | Ranking | Equipe                   | Equipe            |
| ------ | ------- | ------------------------ | ----------------- |
| 1      | 5       | Storm Hunter             | Matthew Ebden     |
| 2      | 26      | Desirae Krawczyk         | Neal Skupski      |
| 3      | 23      | Hsieh Su-wei             | Jan Zieliński     |
| 4      | 30      | Chan Hao-ching           | Santiago González |
| 5      | 31      | Laura Siegemund          | Sander Gillé      |
| 6      | 32      | Gabriela Dabrowski       | Nathaniel Lammons |
| 7      | 31      | Nicole Melichar-Martinez | Kevin Krawietz    |
| 8      | 35      | Ellen Perez              | Jean-Julien Rojer |

## Convidados à chave principal
Os convites foram definidos em dezembro de 2023 e janeiro de 2024.

### Simples
| Masculino | Feminino |
| --- | --- |
| - Arthur Cazaux - James Duckworth - Jason Kubler - Patrick Kypson - James McCabe - Marc Polmans - Shang Juncheng - Adam Walton | - Kimberly Birrell - Alizé Cornet - Olivia Gadecki - Mai Hontama - McCartney Kessler - Taylah Preston - Daria Saville - Caroline Wozniacki |

### Duplas
| Masculinas | Femininas | Mistas |
| --- | --- | --- |
| - Alex Bolt / Luke Saville - Anirudh Chandrasekar / Vijay Sundar Prashanth - James Duckworth / Marc Polmans - Blake Ellis / Andrew Harris - James McCabe / Dane Sweeny - John Millman / Edward Winter - Tristan Schoolkate / Adam Walton | - Destanee Aiava / Maddison Inglis - Kimberly Birrell / Olivia Gadecki - Talia Gibson / Priscilla Hon - Kaylah McPhee / Astra Sharma - Taylah Preston / Arina Rodionova - Daria Saville / Ajla Tomljanović - Wang Yafan / Yuan Yue | - Kimberly Birrell / John Peers - Jaimee Fourlis / Andrew Harris - Olivia Gadecki / Marc Polmans - Priscilla Hon / Adam Walton - Maya Joint / Dane Sweeny - Arina Rodionova / Max Purcell - Daria Saville / Luke Saville - Luisa Stefani / Rafael Matos |

## Qualificados à chave principal
O qualificatório aconteceu entre 8 e 11 de janeiro.

### Simples
| Masculino | Feminino |
| --- | --- |
| 1. Térence Atmane 2. Flavio Cobolli 3. Jesper de Jong 4. David Goffin 5. Hugo Grenier 6. Lloyd Harris 7. Omar Jasika 8. Lukáš Klein 9. Vít Kopřiva 10. Aleksandar Kovacevic 11. Jakub Menšík 12. Sumit Nagal 13. Dino Prižmić 14. Dane Sweeny 15. Máté Valkusz 16. Giulio Zeppieri | 1. Sára Bejlek 2. Fiona Ferro 3. Brenda Fruhvirtová 4. Storm Hunter 5. Léolia Jeanjean 6. Alina Korneeva 7. Rebecca Marino 8. Ella Seidel 9. Daria Snigur 10. Yulia Starodubtseva 11. Lulu Sun 12. Maria Timofeeva 13. Katie Volynets 14. Dayana Yastremska 15. Anastasia Zakharova 16. Renata Zarazúa |

Lucky losers
| 1. Zizou Bergs 2. Hugo Gaston 3. Shintaro Mochizuki |

## Eliminações em simples

### Masculino
| Final                        | Final                            | Final                 | Final                      |
| ---------------------------- | -------------------------------- | --------------------- | -------------------------- |
| Daniil Medvedev [3]          |                                  |                       |                            |
| Semifinais                   |                                  |                       |                            |
| Novak Djokovic [1]           | Novak Djokovic [1]               | Alexander Zverev [6]  | Alexander Zverev [6]       |
| Quartas de final             |                                  |                       |                            |
| Taylor Fritz [12]            | Andrey Rublev [5]                | Hubert Hurkacz [9]    | Carlos Alcaraz [2]         |
| Quarta fase                  |                                  |                       |                            |
| Adrian Mannarino [20]        | Stefanos Tsitsipas [7]           | Karen Khachanov [15]  | Alex de Minaur [10]        |
| Arthur Cazaux (WC)           | Nuno Borges                      | Cameron Norrie [19]   | Miomir Kecmanović          |
| Terceira fase                |                                  |                       |                            |
| Tomás Martín Etcheverry [30] | Ben Shelton [16]                 | Fábián Marozsán       | Luca Van Assche            |
| Sebastián Báez [26]          | Tomáš Macháč                     | Flavio Cobolli (Q)    | Sebastian Korda [29]       |
| Tallon Griekspoor [28]       | Ugo Humbert [21]                 | Grigor Dimitrov [13]  | Félix Auger-Aliassime [27] |
| Alex Michelsen               | Casper Ruud [11]                 | Tommy Paul [14]       | Shang Juncheng (WC)        |
| Segunda fase                 |                                  |                       |                            |
| Alexei Popyrin               | Gaël Monfils                     | Jaume Munar           | Christopher O'Connell      |
| Hugo Gaston (LL)             | Francisco Cerúndolo [22]         | Lorenzo Musetti [25]  | Jordan Thompson            |
| Jesper de Jong (Q)           | Daniel Elahi Galán               | Frances Tiafoe [17]   | Aleksandar Kovacevic (Q)   |
| Matteo Arnaldi               | Pavel Kotov                      | Quentin Halys         | Christopher Eubanks        |
| Holger Rune [8]              | Arthur Fils                      | Zhang Zhizhen         | Jakub Menšík (Q)           |
| Thanasi Kokkinakis           | Alejandro Davidovich Fokina [23] | Hugo Grenier (Q)      | Emil Ruusuvuori            |
| Lukáš Klein (Q)              | Jiří Lehečka [32]                | Giulio Zeppieri (Q)   | Max Purcell                |
| Jack Draper                  | Jan-Lennard Struff [24]          | Sumit Nagal (Q)       | Lorenzo Sonego             |
| Primeira fase                |                                  |                       |                            |
| Dino Prižmić (Q)             | Marc Polmans (WC)                | Yannick Hanfmann      | Andy Murray                |
| Stan Wawrinka                | Alexander Shevchenko             | Cristian Garín        | Roberto Bautista Agut      |
| Facundo Díaz Acosta          | Roberto Carballés Baena          | Marin Čilić (PR)      | Dane Sweeny (Q)            |
| Benjamin Bonzi               | James Duckworth (WC)             | Aleksandar Vukic      | Zizou Bergs (LL)           |
| Botic van de Zandschulp      | Pedro Cachin                     | Jason Kubler (WC)     | J. J. Wolf                 |
| Borna Ćorić                  | Shintaro Mochizuki (LL)          | Alejandro Tabilo      | Daniel Altmaier            |
| Milos Raonic (PR)            | Adam Walton (WC)                 | Arthur Rinderknech    | Nicolás Jarry [18]         |
| Vít Kopřiva (Q)              | Lloyd Harris(Q)                  | Taro Daniel           | Thiago Seyboth Wild        |
| Yoshihito Nishioka           | Laslo Djere                      | Jiří Veselý (PR)      | Roman Safiullin            |
| David Goffin (Q)             | Federico Coria                   | Denis Shapovalov (PR) | Omar Jasika (Q)            |
| Márton Fucsovics             | Sebastian Ofner                  | Maximilian Marterer   | Constant Lestienne         |
| Dominic Thiem                | Alexandre Müller                 | Patrick Kypson (WC)   | Térence Atmane (Q)         |
| Dominik Koepfer              | Kwon Soon-woo (PR)               | James McCabe (WC)     | Bernabé Zapata Miralles    |
| Juan Pablo Varillas          | Dušan Lajović                    | Máté Valkusz (Q)      | Albert Ramos Viñolas       |
| Grégoire Barrère             | Marcos Giron                     | Yosuke Watanuki       | Rinky Hijikata             |
| Alexander Bublik [31]        | Mackenzie McDonald               | Daniel Evans          | Richard Gasquet            |

### Feminino
| Final                      | Final                    | Final                   | Final                     |
| -------------------------- | ------------------------ | ----------------------- | ------------------------- |
| Zheng Qinwen [12]          |                          |                         |                           |
| Semifinais                 |                          |                         |                           |
| Dayana Yastremska (Q)      | Dayana Yastremska (Q)    | Coco Gauff [4]          | Coco Gauff [4]            |
| Quartas de final           |                          |                         |                           |
| Linda Nosková              | Anna Kalinskaya          | Marta Kostyuk           | Barbora Krejčíková [9]    |
| Quarta fase                |                          |                         |                           |
| Elina Svitolina [19]       | Victoria Azarenka [18]   | Jasmine Paolini [26]    | Océane Dodin              |
| Maria Timofeeva (Q)        | Magdalena Fręch          | Mirra Andreeva          | Amanda Anisimova (PR)     |
| Terceira fase              |                          |                         |                           |
| Iga Świątek [1]            | Viktorija Golubic        | Jeļena Ostapenko [11]   | Emma Navarro [27]         |
| Anna Blinkova              | Sloane Stephens          | Wang Yafan              | Clara Burel               |
| Elina Avanesyan            | Beatriz Haddad Maia [10] | Anastasia Zakharova (Q) | Alycia Parks              |
| Diane Parry                | Storm Hunter (Q)         | Paula Badosa            | Lesia Tsurenko [28]       |
| Segunda fase               |                          |                         |                           |
| Danielle Collins           | McCartney Kessler (WC)   | Viktoriya Tomova        | Kateřina Siniaková        |
| Ajla Tomljanović (PR)      | Clara Tauson             | Elisabetta Cocciaretto  | Varvara Gracheva          |
| Elena Rybakina [3]         | Tatjana Maria            | Arantxa Rus             | Daria Kasatkina [14]      |
| Katie Boulter              | Emma Raducanu (PR)       | Martina Trevisan        | Jessica Pegula [5]        |
| Maria Sakkari [8]          | Elise Mertens [25]       | Caroline Wozniacki (WC) | Alina Korneeva (Q)        |
| Caroline Garcia [16]       | Kaja Juvan               | Leylah Fernandez [32]   | Caroline Dolehide         |
| Ons Jabeur [6]             | Kamilla Rakhimova        | Laura Siegemund         | Tamara Korpatsch          |
| Nadia Podoroska            | Anastasia Pavlyuchenkova | Rebeka Masarova         | Brenda Fruhvirtová (Q)    |
| Primeira fase              |                          |                         |                           |
| Sofia Kenin                | Angelique Kerber (PR)    | Fiona Ferro (Q)         | Marie Bouzková [31]       |
| Taylah Preston (WC)        | Kayla Day                | Jaqueline Cristian      | Veronika Kudermetova [15] |
| Kimberly Birrell (WC)      | Petra Martić             | Greet Minnen            | Camila Giorgi             |
| Wang Xiyu                  | Lulu Sun (Q)             | Yanina Wickmayer        | Markéta Vondroušová [7]   |
| Karolína Plíšková          | Cristina Bucșa           | Camila Osorio           | Diana Shnaider            |
| Anhelina Kalinina [24]     | Katie Volynets (Q)       | Olivia Gadecki (WC)     | Peyton Stearns            |
| Ashlyn Krueger             | Yuan Yue                 | Shelby Rogers (PR)      | Sorana Cîrstea [22]       |
| Zhu Lin [29]               | Renata Zarazúa (Q)       | Aleksandra Krunić (PR)  | Rebecca Marino (Q)        |
| Nao Hibino                 | Bai Zhuoxuan             | Claire Liu              | Mayar Sherif              |
| Magda Linette [20]         | Alizé Cornet (WC)        | Sara Sorribes Tormo     | Linda Fruhvirtová         |
| Naomi Osaka (PR)           | Daria Saville (WC)       | Yulia Putintseva        | Anastasia Potapova [23]   |
| Sára Bejlek (Q)            | Daria Snigur (Q)         | Léolia Jeanjean (Q)     | Anna Karolína Schmiedlová |
| Yulia Starodubtseva (Q)    | Bernarda Pera            | Emina Bektas            | Wang Xinyu [30]           |
| Ekaterina Alexandrova [17] | Sara Errani              | Jodie Burrage           | Mai Hontama (WC)          |
| Liudmila Samsonova [13]    | Tamara Zidanšek          | Taylor Townsend         | Donna Vekić [21]          |
| Lucia Bronzetti            | Aliaksandra Sasnovich    | Ana Bogdan              | Ella Seidel (Q)           |

## Finais

### Profissional
| Categoria | Evento    | Campeã(s)(o/ões)            | Vice-campeã(s)(o/ões)              | Resultado               | Chave(s)  | Chave(s)       |
| --------- | --------- | --------------------------- | ---------------------------------- | ----------------------- | --------- | -------------- |
| Simples   | Masculino | Jannik Sinner               | Daniil Medvedev                    | 3–6, 3–6, 6–4, 6–4, 6–3 | principal | qualificatório |
| Simples   | Feminino  | Aryna Sabalenka             | Zheng Qinwen                       | 6–3, 6–2                | principal | qualificatório |
| Duplas    | Masculino | Rohan Bopanna Matthew Ebden | Simone Bolelli Andrea Vavassori    | 7–60, 7–5               | principal | principal      |
| Duplas    | Feminino  | Hsieh Su-wei Elise Mertens  | Lyudmyla Kichenok Jeļena Ostapenko | 6–1, 7–5                | principal | principal      |
| Duplas    | Misto     | Hsieh Su-wei Jan Zieliński  | Desirae Krawczyk Neal Skupski      | 56–7, 6–4, [11–9]       | principal | principal      |

### Juvenil
| Categoria | Evento    | Campeã(s)(o/ões)                  | Vice-campeã(s)(o/ões)         | Resultado      | Chave(s)  | Chave(s)       |
| --------- | --------- | --------------------------------- | ----------------------------- | -------------- | --------- | -------------- |
| Simples   | Masculino | Rei Sakamoto                      | Jan Kumstát                   | 3–6, 7–62, 7–5 | principal | qualificatório |
| Simples   | Feminino  | Renáta Jamrichová                 | Emerson Jones                 | 6–4, 6–1       | principal | qualificatório |
| Duplas    | Masculino | Maxwell Exsted Cooper Woestendick | Petr Brunclík Viktor Frydrych | 6–3, 7–5       | principal | principal      |
| Duplas    | Feminino  | Tyra Caterina Grant Iva Jovic     | Julie Paštiková Julia Stusek  | 6–3, 6–1       | principal | principal      |

### Cadeirante
| Categoria | Evento       | Campeã(s)(o/ões)               | Vice-campeã(s)(o/ões)         | Resultado        | Chave     |
| --------- | ------------ | ------------------------------ | ----------------------------- | ---------------- | --------- |
| Simples   | Masculino    | Tokito Oda                     | Alfie Hewett                  | 6–2, 6–4         | principal |
| Simples   | Feminino     | Diede de Groot                 | Yui Kamiji                    | 7–5, 6–4         | principal |
| Simples   | Tetraplégico | Sam Schröder                   | Guy Sasson                    | 6–3, 6–3         | principal |
| Duplas    | Masculino    | Alfie Hewett Gordon Reid       | Takuya Miki Tokito Oda        | 6–3, 6–2         | principal |
| Duplas    | Feminino     | Diede de Groot Jiske Griffioen | Yui Kamiji Kgothatso Montjane | 6–3, 7–62        | principal |
| Duplas    | Tetraplégico | Andy Lapthorne David Wagner    | Donald Ramphadi Guy Sasson    | 6–4, 3–6, [10–2] | principal |